# Федосиха (Новосибирская область)
Федосиха — село в Коченёвском районе Новосибирской области России. Административный центр Федосихинского сельсовета.

## География
Площадь села — 185 гектаров.

## История
Поселение основано в конце XVIII века на реке Федосиха. Первые жители деревни были старообрядцами, на что указывают характерные захоронения. Были образованы улицы Рязанка, Ялгай, Орловская, Могилевская, Тамбовская, Ишим, проживали семьи Дворядкиных, Кружаловых, Злобиных, Романовых, Гуляевых, Луцких, Никульниковых, Литвяковых, Кодиных, Салминых, Пешковых, Поповых и др.
По данным на 1904 год Федосиха входила в Екатерининскую волость Барнаульского уезда Томской губернии. Здесь было 245 дворов и 1413 жителей. В деревне работали школа грамоты, казённая винная лавка, маслодельный завод с отделениями.
В 1907 году в деревне возвели церковь, после чего Федосиха получила статус села.
В 1919 году из 17 дворов поселения была сформирована коммуна Карла Маркса. Впоследствии в Федосихе появились колхозы «имени Куйбышева», «Сибкомбайн», «Красный Герой».
В 1926 году в селе было 529 хозяйств и 2858 человек (в основном русские), действовали школа, маслозавод, две лавки и кредитное товарищество.
В 1931 году был создан совхоз «Верх-Карасукский» (ранее — «Молочный совхоз» № 213).
В июне 1950 года все колхозы объединились в один — «имени Куйбышева».

## Население
| 2002 | 2007 | 2010 |
| ---- | ---- | ---- |
| 742  | ↘736 | ↘672 |

## Инфраструктура
В селе по данным на 2007 год функционируют 1 учреждение здравоохранения и 1 учреждение образования.

## Предприятия
- ООО «Компания Русский двор» — предприятие по производству пельменей и других полуфабрикатов, основанное в середине 2010-х годов. В 2020 году прибыль компании составила 402 000 ₽, выручка — 5 166 000 ₽[6][7][8].

## Известные уроженцы
- Александр Яковлевич Анцупов (1924—2019) — Герой Советского Союза[3].